# Jermaine O'Neal
Jermaine Lee O'Neal (Columbia, 13 de outubro de 1978) é um ex-jogador de basquetebol profissional norte-americano que atuava como pivô na National Basketball Association (NBA).

## Carreira
Jermaine tornou-se o jogador mais novo da história da NBA a disputar um jogo, em 5 de dezembro de 1996, jogando pelo Portland Trail Blazers.

## Estatísticas na NBA
| Temporada | Time | Pontos | Rebotes | Assistencias |
| --------- | ---- | ------ | ------- | ------------ |
| 96/97     | POR  | 4,1    | 2,8     | 0,2          |
| 97/98     | POR  | 4,5    | 3,4     | 0,3          |
| 98/99     | POR  | 2,5    | 2,7     | 0,4          |
| 99/00     | POR  | 3,9    | 3,3     | 0,3          |
| 00/01     | IND  | 12,9   | 9,8     | 1,2          |
| 01/02     | IND  | 19,0   | 10,5    | 1,6          |
| 02/03     | IND  | 20,8   | 10,3    | 2,0          |
| 03/04     | IND  | 20,1   | 10,0    | 2,1          |
| 04/05     | IND  | 24,3   | 8,8     | 1,9          |
| 05/06     | IND  | 20,1   | 9,3     | 2,6          |
| 06/07     | IND  | 19,4   | 9,6     | 2,4          |
| 07/08     | IND  | 13,6   | 6,7     | 2,2          |
| 08/09     | TOR  | 13,5   | 7,0     | 1,6          |
| 08/09     | MIA  | 13,0   | 5,4     | 2,0          |
| 09/10     | MIA  | 13,6   | 7,0     | 1,3          |
| 10/11     | BOS  | 5,4    | 3,7     | 0,5          |
| 11/12     | BOS  | 5,0    | 5,4     | 0,4          |
| 12/13     | PHX  | 8,3    | 5,3     | 0,8          |
| 13/14     | GSW  | 7,9    | 5,5     | 0,6          |